# Ayguesvives
Ayguesvives es una comuna francesa situada en el departamento de Alto Garona, en la región de Occitania.

## Demografía
| 515 | 876 | 1218 | 1261 | 1523 | 1815 | 2721 |
| Para los censos de 1962 a 1999 la población legal corresponde a la población sin duplicidades (Fuente: INSEE [Consultar]) |     |      |      |      |      |      |

## Lugares de interés
- Iglesia Saint-Saturnin, de estilo gótico tardío
- Castillo del siglo XVIII donde se encuentra actualmente emplazada el ayuntamiento
- Écluse du Sanglier